# Lycaena lusitanicus
Lycaena lusitanicus är en fjärilsart som beskrevs av Felix Bryk 1940. Lycaena lusitanicus ingår i släktet Lycaena och familjen juvelvingar. Inga underarter finns listade i Catalogue of Life.